# Bucharest Pride
Bucharest Pride (cunoscut până în 2013 ca GayFest) este festivalul anual dedicat drepturilor LGBT în România, care are loc în București timp de aproape o săptămână. Prima ediție a avut loc în 2004, iar astăzi se desfășoară în lunile mai sau iunie ale fiecărui an, culminând cu Marșul diversității în ultima zi a festivalului. Organizat de ACCEPT, o asociație LGBT din România, festivalul primește suport și finanțare de la Ministerul Sănătății, Consiliul Național pentru Combaterea Discriminării și diverse organizații private, precum Institutul pentru o Societate Deschisă și British Council. Din 2005, festivalul include și o paradă de pride. În afară de această paradă, festivalul include o serie de evenimente culturale LGBT, precum lansări de carte, proiecții de filme, spectacole de teatru și expoziții de fotografie, plus dezbateri și conferințe despre drepturile LGBT.
Bucharest Pride era singurul eveniment de acest gen din țară, până la organizarea Cluj Pride în 2017. Privită cu ostilitate de grupurile religioase și conservatoare și scena unor violențe în primii ani, în prezent parada este una pașnică.

## Context
Mișcarea pentru drepturile LGBT din România a început să câștige teren la mijlocul anilor 1990, după ce relațiile homosexuale consimțite între doi adulți au fost dezincriminate în 1996. În același an, prima organizație LGBT românească, ACCEPT, a fost înființată în București, având ca obiective principale apărarea și promovarea drepturilor persoanelor LGBT din România ca drepturi ale omului, respectiv educarea societății și mass-media cu privire la LGBT. La sfârșitul anilor 1990, mișcarea pentru drepturile LGBT din România s-a concentrat în principal pe lobby-ul pentru abrogarea articolului 200 care continua să incrimineze afișarea publică și promovarea homosexualității. În acest context, problema organizării unui festival cu tematică LGBT nu a fost viabilă, întrucât manifestările publice ale homosexualității ar fi putut fi pedepsite sub articolul 200, alineatul (5), care prevedea:
„Îndemnarea sau ademenirea unei persoane în vederea practicării de relații sexuale între persoane de același sex, precum și propaganda ori asocierea sau orice alte acte de prozelitism săvârșite în același scop se pedepsesc cu închisoare de la unu la 5 ani.”
Cu toate că articolul 200 era încă în vigoare la acea dată, între 4 și 8 octombrie 2000, ACCEPT a găzduit în București cea de-a 22-a conferință europeană a International Lesbian and Gay Association. Evenimentul a atras în jur de 100 de participanți din 27 de țări, a creat un dialog consistent pe drepturile LGBT în România și s-a bucurat de atenție mediatică.
După presiuni ale ACCEPT, dar și ale Uniunii Europene și ale Consiliului Europei, articol 200 a fost abrogat pe 23 iunie 2001. Mai mult, o lege care să interzică discriminarea pe bază de orientare sexuală a fost introdusă de Guvernul Isărescu în august 2000. Toate acestea au permis o mai mare vizibilitate socială a persoanelor LGBT și a culturii lor, multe cluburi gay deschizându-se în capitală și în marile orașe începând cu 2002. Organizarea unui festival LGBT devenea acum mult mai viabilă, în timp ce ACCEPT urmărea prin aceste festivaluri să sporească vizibilitatea persoanelor LGBT și, prin accentul pus pe evenimentele culturale, să schimbe atitudinile sociale negative față de persoanele LGBT din România.

## Ediții
| Dată                  | Participanți |
| --------------------- | ------------ |
| 3–9 mai 2004          | N/A          |
| 23–30 mai 2005        | 850          |
| 30 mai–4 iunie 2006   | 800          |
| 4–9 iunie 2007        | 500          |
| 19–24 mai 2008        | 300          |
| 18–23 mai 2009        | 300          |
| 17–22 mai 2010        | 200          |
| 30 mai–4 iunie 2011   | 150          |
| 25 iunie–1 iulie 2012 | 200          |
| 3–8 iunie 2013        | 400          |
| 2–8 iunie 2014        | 400          |
| 17–23 mai 2015        | 1.000        |
| 19–25 iunie 2016      | 2.500        |
| 14–20 mai 2017        | 2.000        |
| 2–9 iunie 2018        | 5.000        |
| 15-23 iunie 2019      | 10.000       |
| 9-14 august 2021      | 10.000       |
| 1-9 iulie 2022        | 15.000       |
| 21-29 iunie 2023      | 25.000       |

### Bucharest Pride 2023
Bucharest Pride 2023 a fost organizat de Asocația Accept între 21-23 iulie. Numărul de participanți a fost de 25.000, o cifră mult mai mare comparativ cu anul trecut când erau 15.000.

### Incidente
Evenimentul nu a fost lipsit de unele incidente. Mai multe persoane care făceau parte din „Marșul Normalității” s-au strecurat printre manifestanți, scandând lozinci extremiste anti-gay, unii adresându-le înjurii, fie pe stradă, fie de la balcon, purtând cruci, icoane, însemne legionare așa cum au procedat de-a lungul anilor, multe persoane plângându-se că au fost hărțuite. La finalul marșului în Parcul Izvor când oamenii ascultau discursuri ale persoanelor gay, câțiva huligani au dat cu gaze lacrimogene în mulțime înainte ca jandarmii să intervină.
Au existat și unele cazuri de violență. Mai multe persoane gay au raportat că au fost bătute de câțiva tineri neolegionari. La percheziție, unul dintre aceștia avea în rucsac stickere și însemne legionare. Acesta ar fi avut o legătură cu Fundația Ion Gavrilă Ogoranu (o asociație care promovează legionarismul și se împotrivește căsătoriilor gay).

### Bucharest Pride 2022
Bucharest Pride 2022 s-a desfășurat între 1-9 Iulie. Numărul participanților a fost de 15.000. Marșul a început la ora 18:00, însă mai multe persoane s-au adunat încă de la ora 17:00 pe Calea Victoriei. Evenimentul a atras foarte multe familii cu copii, iar un tânăr a purtat cu el steagul Uniunii Europene declarând că este un act de curaj pentru tinerii care luptă pentru drepturile lor. La ora 18:00 s-a desfășurat și Marșul Normalității de către adepții familiei tradiționale format din 100 de persoane. La acest marș participând și preoți, îmbrăcați în port tradițional și cărând cu ei steagul României,  Ei și-au declarat susținerea față de căsătoriile dintre bărbat și femeie, dar în același timp s-au împotrivit și educației sexuale.
 

În timpul marșului normalității, câțiva tineri au fost opriți de către jandarmi deoarece purtau tricouri cu liderul Mișcării Legionare din perioada interbelică Corneliu Zelea Codreanu, precum și a altor personalități legionare. Atunci a interventit Florin Dobrescu (secretarul Fundației Ion Gavrilă Ogoranu) care le-a explicat jandarmilor că tinerii sunt în răspunderea lui.

### Bucharest Pride 2021
După un an de pauză,, Bucharest Pride 2021 a fost organizat de Asociația Accept în perioada 9-14 august sub sloganul #ComeOutSpeakUp. Organizarea Marșului pe același traseu pe Calea Victoriei a fost respinsă de Primăria Municipiului București dar, după negocieri cu organizatorii, Marșul Diversității a fost aprobat să se desfățoare pe traseul dorit de organizatori, pe 14 august, cu participarea a 500 de oameni și cu respectarea normelor de distanțare. La marș au participat peste 10 mii de oameni și Teodora Ion-Rotaru, directoare executivă ACCEPT, a fost amendată pentru depășirea numărului de participanți. În premieră în 2021, sub umbrela Pride Park, în parcul Herăstrău, în zona Roaba de Cultură, între 11 – 13 august, comunitatea LGBTQIA+ a participat la activități în aer liber, proiecții de filme, concerte și performance-uri ale artiștilor queer și aliați. În cele 3 zile la Pride Park a funcționat și un centru de vaccinare. Organizatorii Bucharest Prinde 2021 au lansat campania #ComeOutSpeakUp în care persoane LGBTQIA+ își prezintă poveștile cu curaj și asumare. Campania a continuat online printr-o provocare #ComeOutWithMe lansată pe TikTok pentru a da voce poveștilor încă nespuse ale persoanelor lesbiene, gay, bisexuale, transgender, queer, intersex, asexuale campania.

### Bucharest Pride 2019
Bucharest Pride 2019 a fost organizat de Asociația Accept în perioada 14-24 iunie și a cuprins peste 40 de evenimente.  Parteneri principali au fost Asociația MozaiQ LGBTI și Club Control.  Marșul a avut loc pe 22 iunie și s-a desfășurat pentru a doua oară consecutiv pe traseul Calea Victoriei – bulevardul Regina Elisabeta – Piața Universității, zona statuilor. La Marș au participat peste 10 mii de oameni care au promovat și celebrat diversitatea.  În aceeași zi și parțial pe același traseu s-a desfășurat Marșul Normalității la care au participat 5000 de oameni cu mesaje împotriva comunității LGBT.  Organizatorii  Marșului Diversității au informat participanții despre cum să reacționeze în caz că apar violențe dar nu s-au înregistrat incidente. Ediția din 2019 a Bucharest Pride a cuprins și evenimente susținute ca parte a proiectului de diplomație culturală "Sezonul România-Franța”.

### Bucharest Pride 2018
Bucharest Pride 2018 a avut loc în perioada 2–9 iunie. Marșul Diversității, desfășurat pentru prima oară pe traseul Calea Victoriei–Piața Universității, a început cu un număr de circa 2.000 de persoane care a crescut ulterior până la circa 5.000, conform unor estimări. Au existat două platforme cu doi DJ, iar echipa a fost completată de 100 de voluntari. Ambasadorul Marii Britanii, Paul Brummell, ambasadorul Germaniei, Cord Meier-Klodt, Peaches, Dragoș Bucurenci și Andreea Bălan se numără între cei care au ținut discursuri pe esplanadă. La cea de-a XIV-a ediție a Marșului Diversității au fost sărbătoriți 40 de ani de când a fost creat steagul-curcubeu, pentru a reprezenta solidaritatea comunității LGBT și apărarea drepturilor ei. Astfel, un steag de mari dimensiuni a fost desfășurat și purtat de participanții la paradă.
Cu ocazia festivalului, 31 de ambasade și Comisia Europeană și-au exprimat într-o declarație comună solidaritatea și sprijinul pentru comunitatea LGBTI din România.
Înainte de paradă, Noua Dreaptă a organizat Marșul Normalității „pentru familia naturală, întemeiată pe căsătoria dintre un bărbat și o femeie”. Circa 150 de persoane, în majoritate bărbați, unii dintre ei preoți, au mers pe traseul Piața Victoriei–Piața Universității–Piața Unirii–Patriarhia Română. Noua Dreaptă a transmis că marșul „exprimă protestul românilor care susțin valorile familiei tradiționale față de parada homosexualilor, o manifestare cu caracter obscen și provocator care promovează în fiecare an ideea legalizării căsătoriilor homosexuale și adopțiilor de copii de către «cuplurile» de homosexuali”.

### Bucharest Pride 2017
Ediția din 2017 a avut loc între 14 și 20 mai și a inclus o ședință de yoga la sediul ACCEPT, mai multe proiecții de film, dezbateri și două petreceri tematice în Underworld și Control Club. 30 de ambasade și-au exprimat susținerea față de festival, în timp ce ambasadorul Statelor Unite, Hans G. Klemm, a luat parte la marșul de pe 20 mai.
Marșul Diversității a atras 2.000 de persoane în pofida ploii. Participanții au ținut un minut de tăcere în marșul lor pe lângă ambasada Rusiei pentru a-și exprima solidaritatea cu homosexualii din Cecenia care, potrivit unor surse interne, au fost arestați și supuși abuzurilor în lagăre de concentrare.
Ediția din 2017 a avut loc în contextul unei inițiative cetățenești demarate de Coaliția pentru Familie de redefinire a căsătoriei în Constituție ca uniunea liber consimțită între un bărbat și o femeie. În aceeași zi s-a desfășurat și Marșul Normalității, organizat de partidele Noua Dreaptă, România Mare și România Unită, reunite în alianța politică BINE (Blocul Identității Naționale în Europa).
Înainte de Marșul Diversității, un student la Jurnalism care purta bretele în culorile curcubeului și care voia să facă un reportaj despre marș a fost bătut de un grup de 4–5 persoane în stația de metrou din Piața Unirii.

### Bucharest Pride 2016
Bucharest Pride 2016 a cuprins 27 de evenimente organizate în parteneriat de asociațiile ACCEPT, MozaiQ și PSI Romania prin programul Eu Sunt! Tu?. Organizat pe 25 iunie, Marșul Diversității a reunit un număr record de 2.500 de participanți, atât persoane membre ale comunității LGBT, oficiali, precum și susținătorii acestora, militând pentru nediscriminare, drepturi egale și împotriva intoleranței. Printre participanți s-au numărat deputatul Remus Cernea, cântăreața Andreea Bălan, ambasadorul Marii Britanii, Paul Brummell și actrița și politiciana spaniolă Carla Antonelli, cunoscută pentru activismul său pentru drepturile persoanelor transgen. Participanții la marș au afișat și mesaje de solidaritate cu victimele atentatului din Orlando.

### Bucharest Pride 2015
Programul festivalului a cuprins proiecții de film, spectacole de teatru, dezbateri și expoziții. Marșul de anul acesta, organizat pe 23 mai, a atras pentru prima dată în istoria sa peste 1.000 de participanți. Marșul s-a desfășurat sub sloganul „TU ești schimbarea!”. Singurul partid politic care și-a anunțat public susținerea pentru eveniment a fost Partidul Verde. De asemenea, ambasadele Australiei, Austriei, Canadei, Cehiei, Danemarcei, Elveției, Finlandei, Franței, Germaniei, Irlandei, Israelului, Italiei, Marii Britanii, Olandei, Poloniei, Portugaliei, Spaniei, Statelor Unite și Suediei au susținut activ organizarea Bucharest Pride 2015. Organizatorii au denunțat faptul că „persoanele LGBT din România nu se pot bucura de o viață de familie protejată de lege”, după ce Comisia juridică din Camera Deputaților a dat un aviz negativ propunerii de legiferare a parteneriatului civil.
Asemenea altor ani, înainte de festival Noua Dreaptă a organizat Marșul Normalității la care au luat parte aproximativ 100 de persoane.

### Bucharest Pride 2014
Ediția din 2014 s-a desfășurat pentru prima dată sub numele Bucharest Pride și a fost, potrivit organizatorilor, „un festival al comunității LGBT, dar și al locuitorilor Capitalei”, motivând că „Bucureștiul este, în esență, un oraș divers”. Cei peste 300 de participanți, în majoritate tineri, au afișat pancarte cu mesaje precum „Ura dăunează grav societății”, „Sărbătorește diversitatea. Respectă drepturile”, „Homofobia distruge vieți”, „Egalitate = Normalitate” și „Legalize gay marriage”. Printre participanți s-au numărat și doi polițiști suedezi, membri ai Asociației Gay a Poliției Suedeze, aflați la București pentru a discuta cu reprezentanții Poliției Capitalei despre bune practici în combaterea infracțiunilor motivate de ură. O întâlnire între polițiștii suedezi și polițiștii români, precum și reprezentanți ai Institutului de Studii pentru Ordine Publică (ISOP) a avut loc pe 6 iunie. Cu ocazia festivalului, Reprezentanța Comisiei Europene și 18 ambasade au semnat o declarație de solidaritate și sprijin pentru minoritatea comunităților sexuale din România.

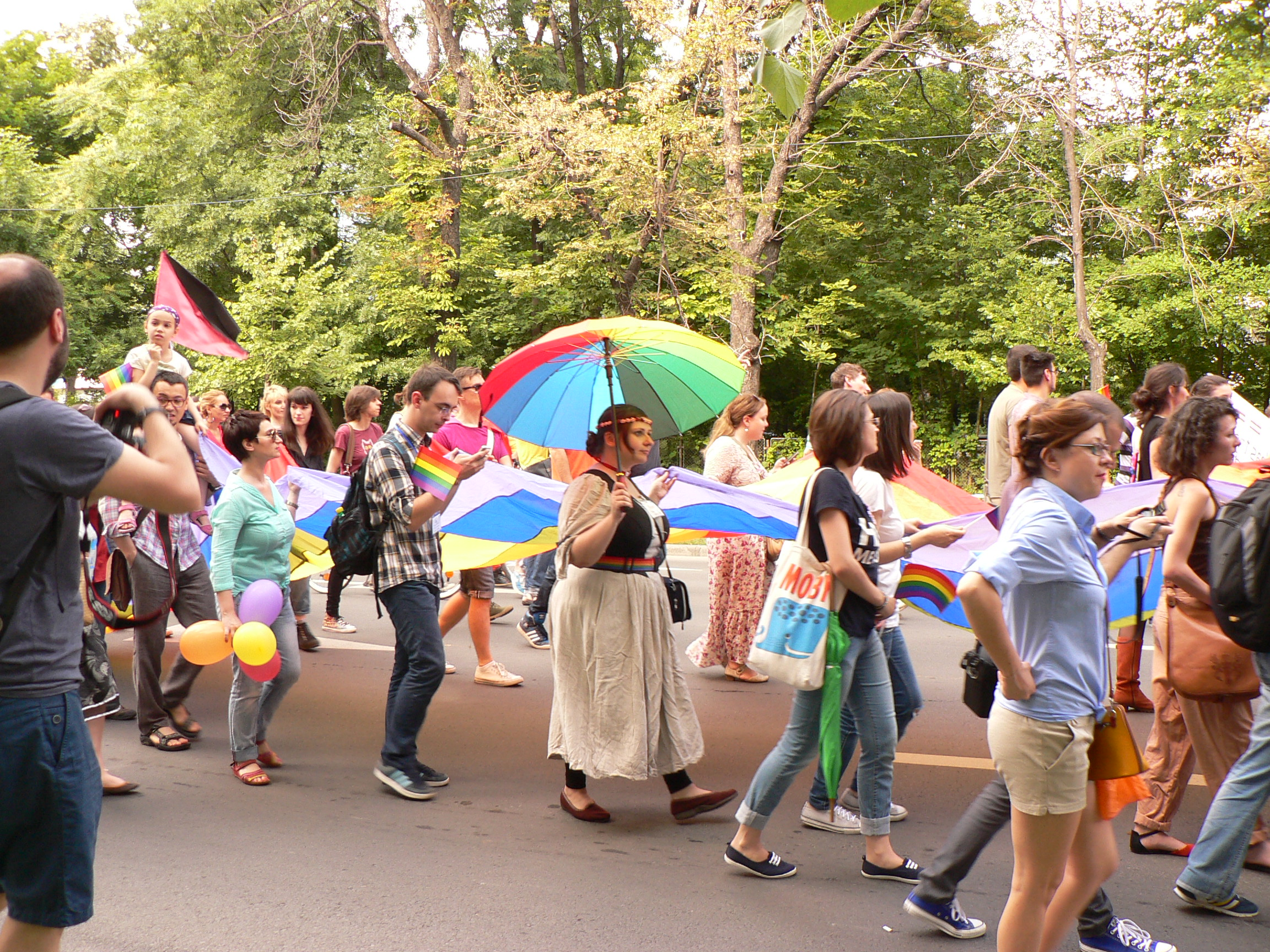
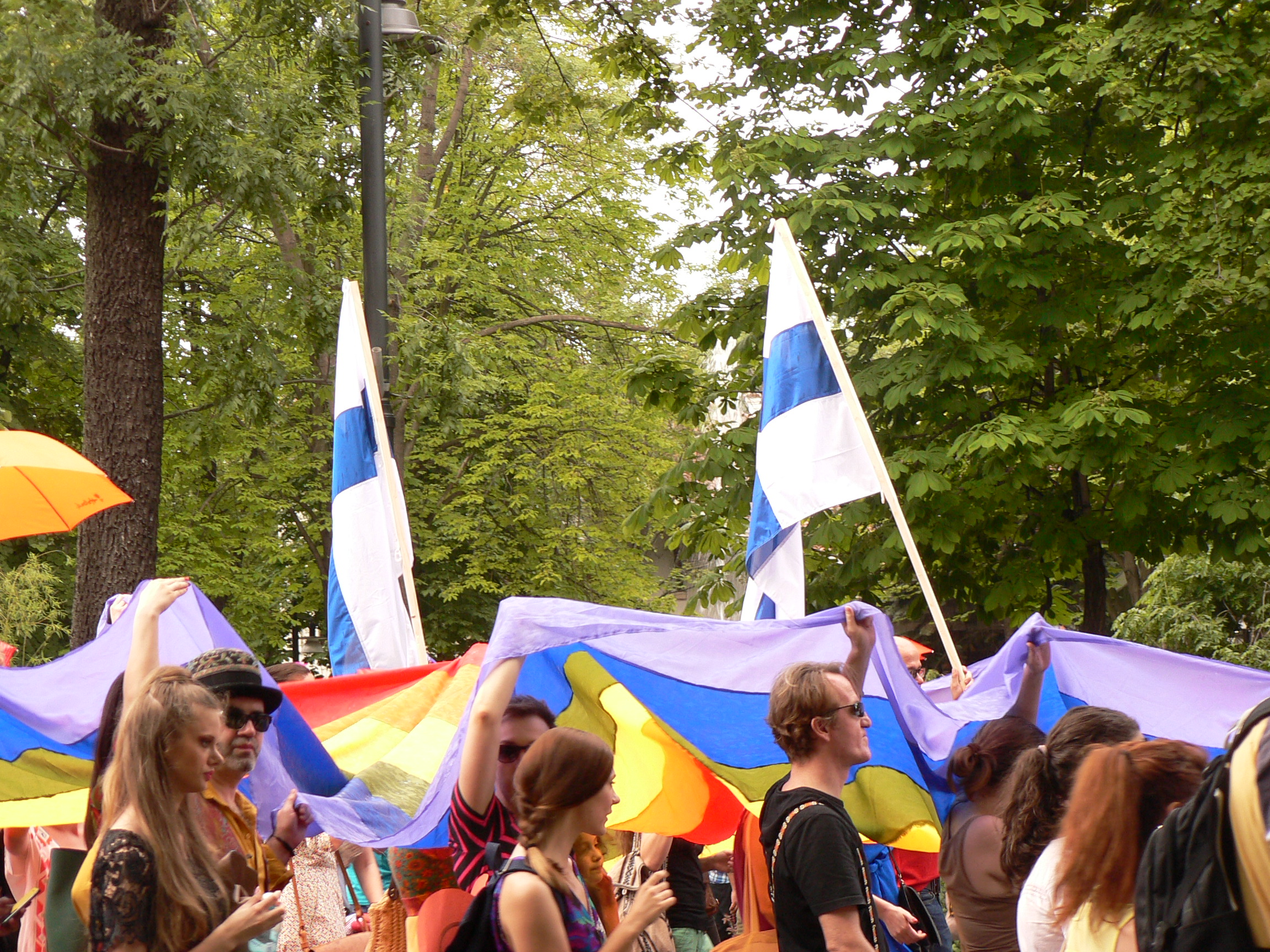
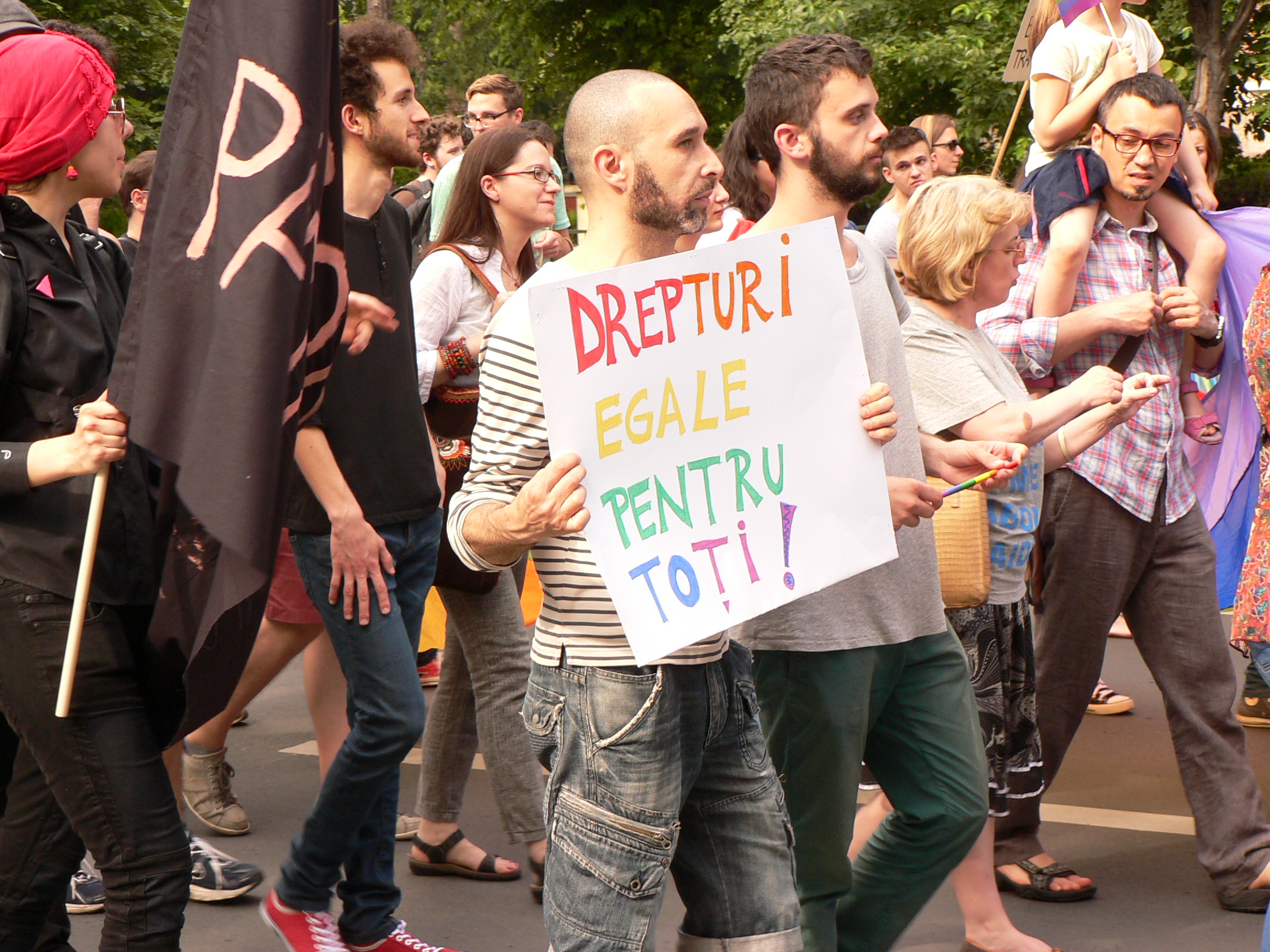
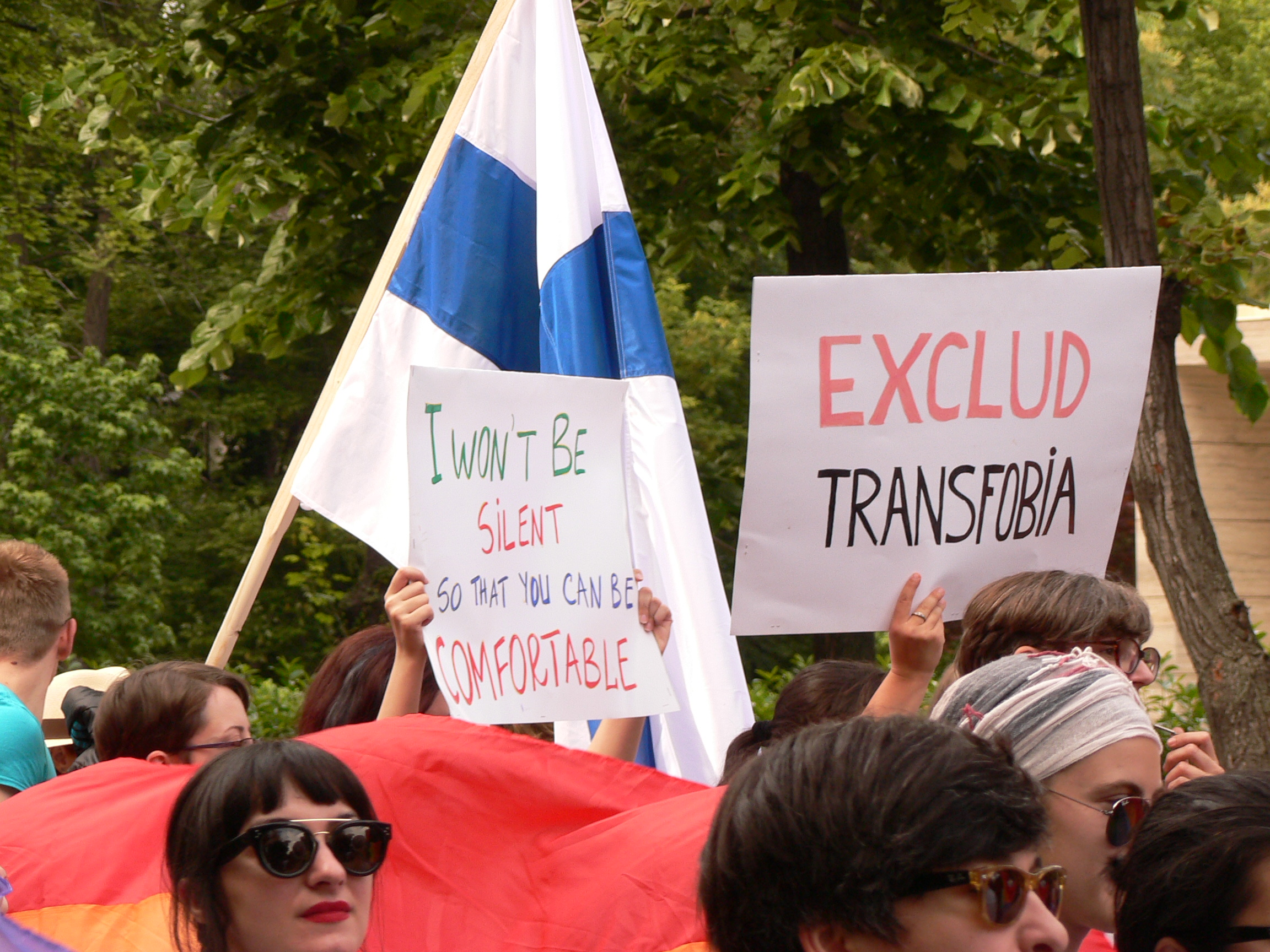

### GayFest 2013
A zecea ediție a GayFest a avut loc între 3 și 8 iunie. Tema evenimentului din acest an a fost solidaritatea, punându-se accent pe evenimentele care promovează lupta pentru drepturile omului, creșterea vizibilității comunității LGBT din România și evidențierea valorilor diversității. Cu ocazia festivalului, Cărturești a inaugurat un raft de literatură LGBT. Parada a fost organizată în ultima zi a festivalului și s-a desfășurat pentru prima dată pe traseul Arcul de Triumf–Piața Victoriei. Deși ziua a debutat cu o contramanifestație împotriva homosexualilor, parada s-a încheiat fără incidente. Potrivit ACCEPT, 400 de persoane au luat parte la paradă.
Festivalul a avut loc în contextul în care, pe 5 iunie, membrii Comisiei parlamentare pentru revizuirea Constituției au adoptat cu 15 voturi „pentru” și trei abțineri modificarea art. 48, alin. (1) în sensul redefinirii familiei ca căsătoria liber consimțită „între un bărbat și o femeie” și nu „între soți”, așa cum era formulată până la revizuire. Deși nu este în favoarea căsătoriei între persoane de același sex, premierul Victor Ponta a făcut apel ca această prevedere să nu fie adoptată. La un al doilea vot, Comisia a respins amendamentul.

### GayFest 2012
Aproximativ 200 de persoane au participat la marș, printre aceștia europarlamentarul Michael Cashman, ambasadorul american Mark Gitenstein și ambasadorul britanic Martin Harris. Cântăreața Loredana Groza a fost ambasadoarea programului Eu Sunt! Tu?, implementat de organizația PSI Romania, un program destinat persoanelor LGBT din România, al cărui scop este să lupte împotriva discriminării și stigmatului social și să prevină HIV/SIDA. Pe tot traseul marșului, participanții au fost însoțiți de echipaje de jandarmi. De asemenea, în cadrul festivalului au avut loc concerte, expoziții, reprezentații de teatru, proiecții de filme și petreceri.
Înainte de festival, ACCEPT a denunțat atitudinea „ostilă” a Primăriei București față de organizarea Marșului Diversității, arătând că aceasta a restrâns dreptul de manifestare în spațiul public a comunității LGBT. Pe de altă parte, Primăria București a precizat că solicitările privind aprobarea adunărilor publice sunt soluționate cât mai aproape de data desfășurării evenimentului, din cauză că sunt mai multe instituții implicate.

### GayFest 2011
Ediția din 2011 a sărbătorit un deceniu de la abrogarea articolului 200 care incrimina relațiile homosexuale. 150 de oameni au luat parte la marș, printre aceștia ambasadorii Statelor Unite, Marii Britanii și Suediei, oficiali ai Consiliului Național pentru Combaterea Discriminării, dar și un reprezentant al Amnesty International. Europarlamentarul Monica Macovei a transmis la rândul ei o scrisoare de susținere organizatorilor manifestației. Marșul Diversității a fost precedat de Marșul Normalității, organizat de Noua Dreaptă. Câteva zeci de persoane, printre care scriitorul Pavel Coruț, au mărșăluit pe traseul Piața Victoriei–Calea Victoriei–Splaiul Independenței–Dealul Patriarhiei.

### GayFest 2010
Parada organizată pe 22 mai a decurs fără incidente. Cu toate acestea, 13 persoane au fost reținute preventiv, considerate a fi factori de risc. Acestea au fost transportate la secția 10 de poliție, unde li s-au luat amprentele, iar la finalizarea marșului au fost lăsate să plece. Cei 200 de manifestanți au fost păziți de 400 de jandarmi și de 50 de polițiști de la Brigada Rutieră. În semn de solidaritate, la marș au participat Diane Fisher, pastor al Bisericii Comunității Metropolitane, Robin Barnett, ambasadorul Marii Britanii la București, Jonathan Rosenzweig, secretarul Ambasadei Israelului și Csaba Asztalos, președintele Consiliului Național pentru Combaterea Discriminării. Parada a fost susținută de mai multe ambasade, printre care cea a Africii de Sud, Australiei, Canadei, Cehiei, Franței, Germaniei, Marii Britanii, Olandei, Spaniei, Suediei și Statelor Unite. Evenimentele din cadrul festivalului au inclus și o expoziție de fotografie despre istoria persoanelor LGBT din Statele Unite, Marea Britanie și Germania, filme de scurt metraj, ateliere, concerte, petreceri și o piesă de teatru. În dimineața aceleiași zile, Noua Dreaptă a mărșăluit zgomotos pentru unitatea familiei și pentru valorile creștine. Pe întreg traseul, și cei de la Noua Dreaptă au fost însoțiți de jandarmi și de polițiști.
Festivalul a fost prezentat în mass-media într-o manieră exotizată și a fost văzut de principalele publicații ca un eveniment cu conotații politice.

### GayFest 2009
GayFest 2009 a avut loc între 18 și 23 mai. Tema politică a ediției din 2009 a fost legalizarea parteneriatelor civile. Pe lângă paradă, evenimentul a inclus un festival de film, expoziții și vernisaje de fotografie, concerte, ateliere, prelegeri, dezbateri publice și petreceri. Pentru prima dată, ACCEPT a încheiat un parteneriat cu Metrorex, operatorul metroului din București, pentru afișarea unor materiale anti-homofobie în mai multe stații de metrou. În timpul GayFest, ambasada Marii Britanii a găzduit, de asemenea, un „Diversity Barbecue” care a adunat la un loc activiști pentru drepturile omului și reprezentanți ai ONG-urilor. Ulterior, reprezentanții ambasadei au luat parte la parada GayFest.
Marșul Diversității a închis festivalul și a avut loc sâmbătă, 23 mai, începând cu ora 17. Au participat în jur de 300 de persoane. Parada a avut parte de protecție sporită din partea poliției și niciun incident de violență nu a fost raportat pe durata marșului. A fost mult mai festivă decât în anii precedenți, afișând baloane, steaguri-curcubeu uriașe și umbrele colorate. Mai mulți oficiali europeni au participat la paradă, printre ei europarlamentarii Michael Cashman, Michel Teychenné și Hélène Goudin, ambasadorii Olandei, Marii Britanii, Cehiei și Suediei, directorii Institutului Polonez și Institutului Goethe din București și Boris Dittrich, directorul programului de drepturi LGBT al Human Rights Watch. În timpul paradei, ambasadorul britanic Robin Barnett a anunțat că Marea Britanie susține lupta pentru drepturile homosexualilor și s-a declarat încântat de „celebrarea fantastică” a diversității care a avut loc în București. Ambasadorul olandez Jaap Louis Werner, care venise la paradă alături de familie, a ținut și el un discurs, declarând:
„Prezența noastră aici e pentru a ne expune solidaritatea. Știu ce vreți. Vreți să fiți tratați ca niște oameni normali cu aceeași protecție în fața legii.”
Scrisori de susținere au venit și din partea ambasadorului Franței în România, precum și a trei oficiali LGBT din Marea Britanie: Angela Eagle, Ben Bradshaw și Chris Bryant.
O contramanifestație împotriva paradei gay, sub numele „Marșul pentru familie”, a avut loc cu o zi înainte și a fost organizată de mai multe grupuri conservatoare ortodoxe. Deși erau așteptați 1.000 de participanți, mai puțin de 100 au luat parte la manifestație. Pentru prima dată, Biserica Ortodoxă Română și-a anunțat opoziția față de marșul anti-gay, declarând că „manifestațiile zgomotoase de stradă” sunt incompatibile cu religia. Cu toate acestea, Biserica a continuat să se opună GayFest, argumentând că acesta contravine tradiției poporului român și este inoportun.

### GayFest 2008
A cincea ediție a GayFest a avut loc între 19 și 24 mai 2008 și a inclus un festival de film, expoziții de artă și discuții publice, precum și tradiționala paradă prin centrul Bucureștiului. Deși contramanifestații au fost organizate de Noua Dreaptă și alte grupuri de extremă dreaptă, nu s-au raportat incidente violente. Potrivit organizatorilor, marșul de protest nu a fost îndreptat împotriva homosexualilor, ci a homosexualității și a ceea ce ei numesc „propagandă homosexuală”. „Nu vă vrem”, „România nu vă vrea”, „Nu vrem să fim un neam de poponari” sau „România nu e Sodoma” au fost doar câteva din mesajele celor 400 de contramanifestanți, cum au declarat organizatorii marșului, sau 150, după estimările jandarmilor. Dintre aceștia, 43 au fost transportați cu dubele la trei secții de poliție din București. Mulți dintre cei duși la audieri erau băuți sau au refuzat să se legitimeze. Alți patru au fost găsiți în spatele magazinului Unirea când vopseau bannere cu mesaje anti-gay.
La parada gay au participat mai puțini oameni decât în anii precedenți. O coloană de doar 200–300 de oameni a mărșăluit pe traseul Piața Unirii–Parcul Izvor. Peste 1.200 de polițiști și jandarmi au asigurat ordinea la paradă.

### GayFest 2007
Ediția din 2007 a fost organizată între 4 și 9 iunie sub sloganul „Celebrează diversitatea! Respectă drepturile!”. Festivalul a inclus o paradă, expoziții de artă și un festival de film, precum și două dezbateri publice, una pe tema discriminării, iar alta pe tema religiei și democrației. Ca în 2006, GayFest 2007 s-a concentrat pe problema căsătoriilor între persoane de același sex și a parteneriatelor civile, provocând din nou o dezbatere publică pe această temă în mass-media și în societatea românească. Asociația ACCEPT a susținut că „adoptarea legislației în acest sens este un pas decisiv pentru afirmarea egalității de drepturi a tuturor cetățenilor”. Cu ocazia festivalului, ACCEPT a derulat o campanie de informare asupra homofobiei prin lipirea unor postere în centrul Bucureștiului.

#### Violențele din timpul paradei
Parada a avut loc pe 8 iunie, între orele 17 și 19. Marșul a fost aprobat de Primăria Municipiului București pe traseul Bulevardul Unirii–Piața Unirii–Piața Constituției–Parcul Izvor, cu mențiunea că manifestanții nu au avut voie să staționeze în niciunul dintre aceste locuri. Deși ACCEPT aștepta peste 1.000 de participanți, doar în jur de 500 au luat parte din cauza ploii. Pentru prima dată, parada a inclus o serie de discursuri pe tema drepturilor LGBT. În activitățile desfășurate cu ocazia festivalului au fost implicate instituții precum Goethe Institut și British Council, dar și parteneri media precum B24FUN, Compact, Radio RFI și Agenția de Monitorizare a Presei. Efectivele forțelor de ordine au fost mai numeroase ca în 2006 – 800 de jandarmi. Anul acesta, la paza paradei au participat și trupe ale Serviciului de Poliție pentru Intervenție Rapidă (SPIR). Pe lângă tradiționalele steaguri-curcubeu, măști, baloane colorate și muzică, participanții au afișat pancarte cu lozinci precum „Dumnezeu ne iubește pe toți”, „Gay de la Traian și Decebal încoace” și „Ne iubim fiii și fiicele lesbiene”.
În ciuda securității fără precedent, în jurul orei 18, aproximativ 150 de protestatari anti-gay având fețele acoperite cu glugi, fulare sau baticuri și în marea lor majoritate minori, au încercat să atace participanții la marș. Imediat înspre jandarmi au început să zboare pietre, coșuri de gunoi, sticle, bucăți de caldarâm și petarde. Jandarmii, inclusiv 13 călare, s-au grupat și au trecut la contraatac. Busculada a cuprins întreaga zonă iar primele cartușe cu gaze lacrimogene au fost trase, atacatorii fugind înspre cheiul Dâmboviței. O parte a reușit să se regrupeze și a încercat un nou atac, însă fără șansă în fața jandarmilor care deja începuseră să rețină persoane. Între timp, aproape invizibil din cauza dispozitivului de securitate, șirul manifestanților se îndrepta către Piața Constituției. Cei care le-au scăpat jandarmilor au încercat în permanență să-i atace pe manifestanți prin gangurile de acces dintre blocuri. Trupele speciale i-au respins de fiecare dată. În urma violențelor, 100 de persoane au fost arestate, iar doi polițiști de la Brigada Rutieră au fost răniți de pietre și au avut nevoie de îngrijiri medicale. Presa internațională a relatat evenimentul vorbind despre „caracterul conservator” al românilor.
Tudor Ionescu, președintele mișcării Noua Dreaptă, s-a delimitat de violențe, declarând:
„Nimeni nu a creditat ideea că atacatorii au avut vreo legătură cu Noua Dreaptă. Bucureștiul are 3 milioane de oameni, nu poate Noua Dreaptă să știe ce face fiecare. Plus că nu e stilul nostru de acțiune. Pe noi nu ne interesează genul ăsta de acțiuni care îi victimizează. Ei abia așteaptă asta.”
Florin Buhuceanu, vicepreședintele ACCEPT, și-a exprimat, după marș, regretul pentru violențe, declarând că „poliția doar și-a făcut treaba pentru a proteja un marș autorizat”. Maxim Anmeghicean, reprezentant al ILGA-Europe originar din Republica Moldova, s-a arătat impresionat de numărul forțelor de ordine și a remarcat profesionalismul jandarmilor, dar și ostilitatea extremă a unor persoane de pe trotuare.
Cu câteva ore înainte de parada GayFest, în jurul orei 10 dimineața, Noua Dreaptă a organizat o contramanifestație împotriva paradei, intitulată „Marșul pentru normalitate”. Evenimentul a atras aproximativ 100 de persoane purtând bannere împotriva căsătoriilor gay, cruci și simboluri fasciste. Anterior, Noua Dreaptă a contestat în instanță autorizația de miting a Marșului Diversității. Manifestația Noii Drepte a fost întâmpinată cu huiduieli din partea unui grup de 20 de protestatari antifasciști care i-au numit „naziști” pe membrii Noii Drepte și i-au acuzat de intoleranță. Jandarmii au intervenit, evitând o ciocnire în zona Universității, operând rețineri. Mai multe persoane au fost duse la Secția 1 de Poliție.

#### Reacții
Reacțiile mass-media cu privire la ediția din 2007 a GayFest au fost mai pozitive decât în anii precedenți, dat fiind că trei dintre cele mai mari cotidiane, Cotidianul, Evenimentul zilei și Adevărul, au inclus editoriale sau articole favorabile despre eveniment. Andrei Crăciun de la Evenimentul zilei a susținut că, prin GayFest 2007, „Bucureștiul se pregătește pentru un nou test al normalității”, unde „normalitatea înseamnă și să poți accepta diversitatea, chiar dacă nu o agreezi”. Un editorial din același ziar al lui Emilian Isailă a susținut că căsătoria homosexuală ar trebui legalizată și că „Dumnezeu” nu ar trebui să joace un rol în această dezbatere. Isailă afirma, de asemenea:
„Uniunile între persoanele de același sex ar trebui legalizate pentru ca și cei cu o altă orientare sexuală să beneficieze de pe urma prevederilor legale în ceea ce privește sistemul de creditare, regimul bunurilor comune, partajul și moștenirile. Și mai cred că minoritatea sexuală din România are dreptul ca măcar o dată pe an să provoace o dezbatere pe această temă. Până la urmă, vrem nu vrem, societatea trebuie să-i integreze.”
GayFest a fost, de asemenea, acoperit în secțiunea HotOrNot a ediției de weekend din Cotidianul. Articolul, titrat „Dacă ești hetero, mergi la parada gay”, constata că „participarea la GayFest este hot pentru că, dincolo de lupta împotriva discriminării, este o paradă veselă, colorată și poate fi distractiv”. Pe 9 iunie, la ora 12, Pro TV, cea mai mare rețea privată de televiziune din România, a difuzat un scurt documentar numit „Gay care au făcut istorie”. Difuzat cu ocazia GayFest, documentarul urmărea să informeze publicul despre istoria LGBT și subiecte ca diversitatea.
După paradă, Libertatea a căutat să investigheze opinia publică cu privire la eveniment. Potrivit constatărilor sale, majoritatea celor intervievați au văzut parada ca fiind ceva „perfect normal într-o țară democratică”, cu toate că au existat și păreri care au catalogat festivalul „imoral” și „dezgustător”. Un trecător a declarat: „Bine că își susțin părerile. E treaba lor ce fac și ce înclinații sexuale au. Atât timp cât pe mine nu mă deranjează cu nimic, să facă ce vor. Dacă Primăria le-a dat permisiunea să organizeze mitingul, de ce nu ar face-o? Se fac astăzi mitinguri din orice”. Un alt intervievat a remarcat: „Pe mine nu mă afectează cu nimic manifestarea lor. Să facă ce vor dacă cei de la Primărie le-au dat voie. Să-și spună părerile, să-și ceară drepturile că doar trăim într-o țară liberă”.
GayFest 2007 a primit o scrisoare oficială de susținere și solidaritate din partea organizatorilor pride-ului din Zagreb, dar și din partea Hertei Däubler-Gmelin, membră a Bundestagului german și fost ministru de Justiție.
Chestionați de HotNews, sociologul Mircea Kivu a opinat că reacția violentă a societății a avut loc pe fondul unei atitudini sexiste a Bisericii Ortodoxe din România, în timp ce sociologul Alina Tudose a fost de părere că reacția de respingere a românilor a venit ca urmare a întârzierii autorităților din România de a reglementa statutul minorităților sexuale.

##### Grupuri religioase
Biserica Ortodoxă Română a emis un comunicat de presă împotriva paradei pe 7 iunie, declarând că „dezaprobă manifestarea minorităților sexuale în spațiul public (...), pe care o consideră o ofensă la adresa moralității vieții publice”. În același comunicat, BOR își îndemna credincioșii să se roage pentru „îndreptarea semenilor noștri, care au nevoie de ajutor”, făcând aluzie la homosexuali.
Totuși, parada a primit sprijinul asociației religioase Metropolitan Community Churches (MCC) din Canada, al cărei episcop, Diane Fisher, a și susținut un discurs în timpul marșului. Aceasta a participat și la manifestările din cadrul GayFest 2008.

##### Reacții politice
GayFest 2007 nu a primit o reacție oficială din partea vreunui partid politic din România. Unii politicieni au făcut însă comentarii homofobe cu privire la eveniment. Radu Țîrle, europarlamentar reprezentând Partidul Democrat, și-a făcut cunoscută opoziția față de paradă, afirmând că „parada homosexualilor de la București este o rușine pentru România”. Acesta a criticat Primăria București pentru autorizarea marșului și și-a exprimat regretul că „în spatele așa-numitei libertăți de orientare sexuală și a libertății de opinie este lăsat să prolifereze prozelitismul unor astfel de comportamente deviante și imorale”. „Orientarea sexuală a fiecăruia este o problemă pur personală și libertatea ei este garantată de lege, dar ea nu trebuie să degenereze în manifestări care vizează prozelitismul”, a mai punctat membrul PD. În trecut, Țîrle a făcut comentarii derogatorii și despre alte minorități, cum ar fi romii, maghiarii și minoritățile religioase, iar în decembrie 2006 Biroul Permanent Județean al PD Bihor a decis să nu sprijine candidatura acestuia la următoarele alegeri pentru Parlamentul European.
Gigi Becali, cunoscut pentru remarcile sale homofobe la evenimente LGBT din trecut, a declarat: „N-am nimic cu ei, dar pentru ce fac paradă, nu înțeleg. Să se întâlnească în parc, 300, 500, să facă un spectacol, n-am nimic, dar paradă, propagandă? Nu e normal”. Becali, care la acea vreme era și președintele echipei de fotbal Steaua București, a declarat că homosexualii nu mai au ce căuta pe Stadionul Ghencea, dar ulterior s-a contrazis singur, afirmând: „Discriminare? Discriminare e dacă nu-i las să vină. Care e discriminarea?”. Președintele CNCD, Csaba Asztalos, a declarat că a luat act de declarațiile lui Becali și că forul pe care îl conduce va investiga dacă comentariile acestuia încalcă legislația națională anti-discriminare. Ulterior, într-un alt interviu, Becali a declarat: „Îi iubesc [pe homosexuali] la fel cum îi iubesc și pe ceilalți oameni. Se pot căsători la Primărie în fiecare zi, 10 din ei dacă vor. Dar în biserică nu au loc”.
Corneliu Vadim Tudor, președintele Partidului România Mare, partid de extremă dreaptă, a declarat că manifestările publice ale homosexualității ar trebui interzise, deoarece „violentează văzul, auzul și educația copiilor” și „provoacă biserica”. Totuși, tot el a apreciat că minoritățile sexuale trebuie tratate cu condescență și dragoste creștină și că violența împotriva persoanelor LGBT este „o formă de barbarie” și nu ar trebui acceptată în nicio circumstanță.

### GayFest 2006

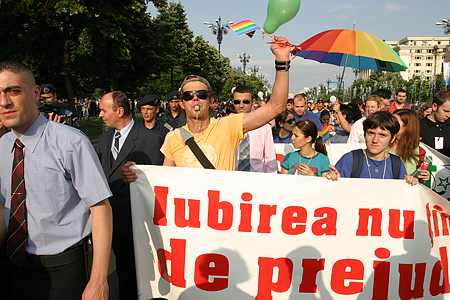
Participanți afișând un banner cu mesajul „Iubirea nu ține cont de prejudecăți”

GayFest 2006 a avut loc între 30 mai și 4 iunie și a fost organizată sub sloganul „Aceleași drepturi, aceleași obligații”. Tema centrală a festivalului a vizat căsătoriile între persoane de același sex și uniunile civile în România, niciuna dintre ele fiind recunoscute în țară. În timpul GayFest, ACCEPT a cerut statului să legalizeze căsătoriile gay sau cel puțin uniunile civile, creând o acoperire media fără precedent și o dezbatere publică consistentă asupra subiectului.
Parada GayFest, care a primit autorizația Primăriei pe 30 mai, a avut loc pe 3 iunie, începând cu ora 18, și a atras aproximativ 800 de participanți, inclusiv activiști LGBT din Marea Britanie, Olanda, Serbia, Spania și Suedia. Parada a inclus costume extravagante, muzică și baloane, precum și tradiționalul steag-curcubeu lung de 200 de metri afișat și la edițiile anterioare. Participanții au ținut pancarte cu mesaje precum „Vă iubim” și „Homofobia, cea mai gravă boală”, solicitând în același timp Parlamentului să legalizeze căsătoria între persoane de același sex. Pe lângă membrii comunității LGBT, la marș au participat mai mulți susținători ai drepturilor civile și ai drepturilor omului, mulți dintre ei heterosexuali. O femeie care a participat la paradă a declarat pentru BBC News:
„Sunt aici cu soțul meu, în caz că facem un copil și este gay, vrem să aibă drepturi și să poată să fie fericit, să aibă șansa să fie fericit în țara asta. Sunt de acord cu căsătoriile între cuplurile de același sex. Tocmai de asta sunt aici. Vreau să aibă copilul meu drepturi în cazul în care se naște homosexual. Ceea ce nu e o tragedie, în niciun caz.”
Cu ocazia GayFest și într-un gest simbolic, Florin Buhuceanu de la ACCEPT s-a căsătorit cu partenerul său spaniol într-o ceremonie oficiată de Biserica Comunității Metropolitane. Totuși, căsătoria nu a avut nicio recunoaștere legală, întrucât astfel de căsătorii nu sunt permise de legislația românească.

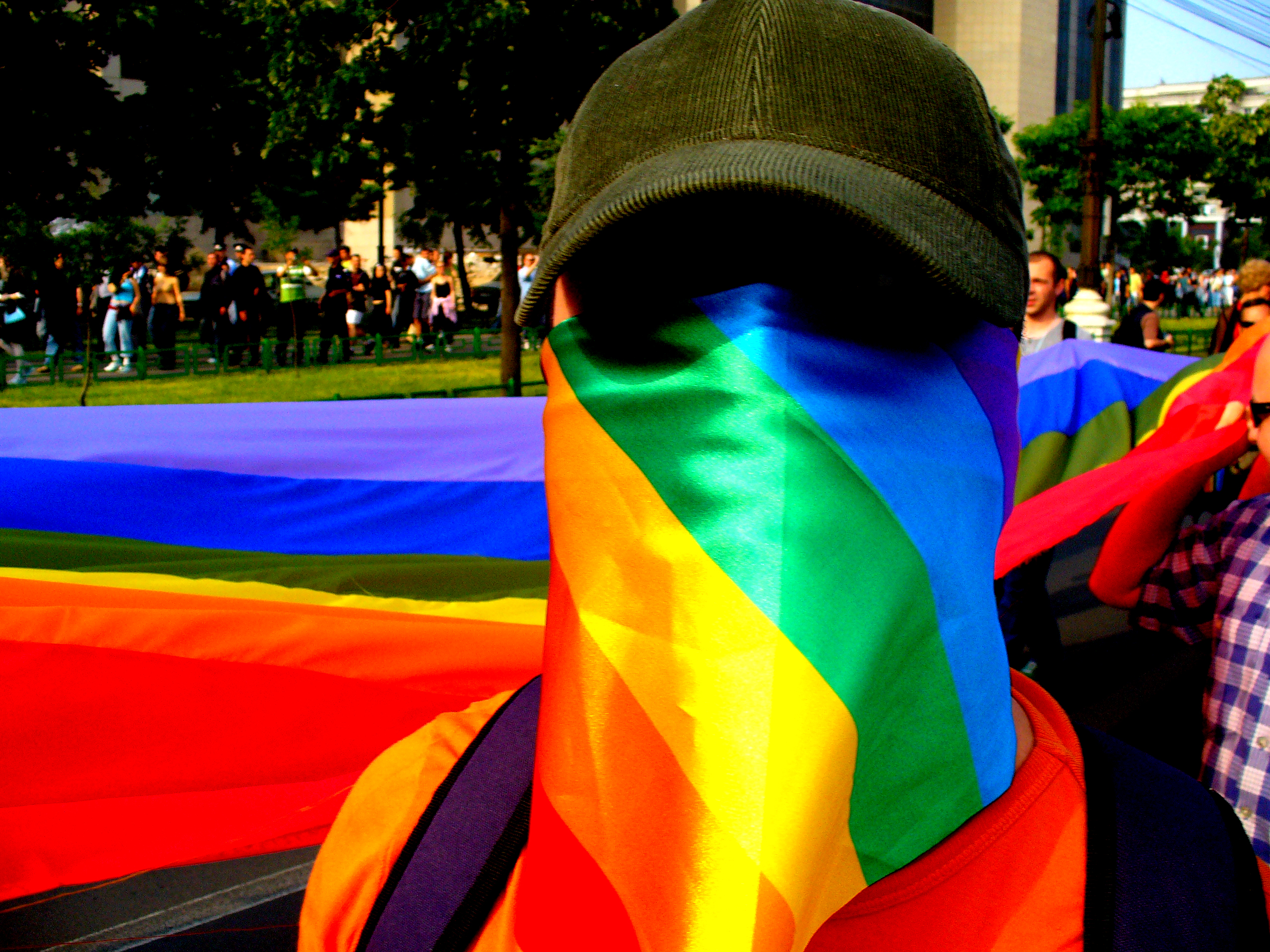
Participant la paradă având fața acoperită în steagul-curcubeu

Asemenea evenimentului de anul trecut, parada din 2006 nu a fost fără opoziție. Pe 20 mai, 22 de organizații civice conservatoare, inclusiv Noua Dreaptă, au cerut Bisericii Ortodoxe Române să se opună paradei. Pe 2 iunie, BOR a denunțat Primăria pentru autorizarea desfășurării marșului pe care l-a considerat „un afront la moralitatea instituțiilor publice și un pericol (...) pentru formarea celor tineri”. Mai mult, Noua Dreaptă a depus o plângere la un tribunal din București pentru a interzice marșul pe motiv că era „obscen și antisocial”. Plângerea a fost respinsă, iar instanța a decis că parada GayFest poate avea loc.

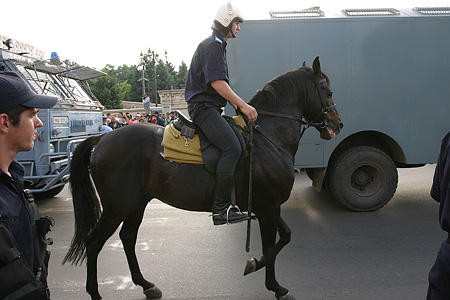
Polițist călare, parte a cordonului de securitate pentru paradă

Pe 3 iunie, la ora 11, cu câteva ore înainte de parada GayFest, Noua Dreaptă a organizat o contramanifestație pentru „valorile familiei” și „tradițiile morale” la care au luat parte aproximativ 150 de persoane. Participanții la Marșul Normalității, așa cum a fost numit de organizatori, au purtat drapele naționale, icoane, imagini ale liderilor legionari și drapele cu însemnele mișcării Noua Dreaptă. Spre deosebire de 2005, însă, acest marș nu a fost programat în același timp cu parada GayFest și, prin urmare, nu au existat ciocniri violente. Cu toate acestea, un grup de zeci de protestatari anti-gay a încercat să spargă barajele poliției și să ajungă la manifestanți, aruncând înspre aceștia cu ouă, pietre și sticle de plastic, atât de pe clădirile din zonă, cât și de la sol. Cel puțin zece oameni au fost răniți, iar 51 de protestatari au fost arestați și amendați pentru provocarea violențelor. Atacatorii au fost încurajați în comportamentul lor de către unii spectatori, inclusiv preoți și seminariști ortodocși.
După marș, organizatorii au declarat că, în ciuda încercărilor protestatarilor anti-gay de a sparge parada, au fost mulțumiți de faptul că autoritățile au ținut situația sub control și că numărul participanților a fost mai mare decât cel așteptat. Cele două partide din Alianța Dreptate și Adevăr aflată la guvernare – Partidul Național Liberal și Partidul Democrat – au emis un comunicat după paradă, condamnând protestele anti-gay violente și făcând apel la toleranță. Totuși, nu au comentat pe problema căsătoriilor gay. Și Partidul Social Democrat aflat în opoziție a condamnat violențele.

#### Procesul la CEDO
Noi stăteam într-un colț al vagonului, aproape de ușă, în picioare. Metroul abia plecase din stație. Dintr-o dată, mai mulți bărbați s-au prins cu mâinile de barele care sunt deasupra scaunelor și au început să ne lovească cu bocancii în zona feței și a capului. Unul din prietenii cu care eram s-a așezat în fața mea și a altei fete și a încasat multe lovituri pentru noi. Atacul a durat mai puțin de două minute, timp în care băieții din grup s-au umplut de sânge și contuzii, unul căzând pe jos. Bărbații care ne loveau urlau că suntem „poponari” și că „să ne ducem în Olanda”. 
Pe 12 aprilie 2016, Curtea Europeană a Drepturilor Omului (CEDO) a sancționat România cu o amendă de 14.000 de euro pentru ineficiența organelor de cercetare penală în investigarea unui atac homofob împotriva a șase tineri români și străini participanți la GayFest 2006. CEDO a decis că România a încălcat dreptul a doi petenți de a nu fi supuși la tratamente degradante, cât și dreptul acestora de a nu fi discriminați de autorități, indiferent de orientare sexuală și identitate de gen. Curtea a decis că articolele 3 și 14 din Convenția Europeană a Drepturilor Omului au fost încălcate în acest caz.

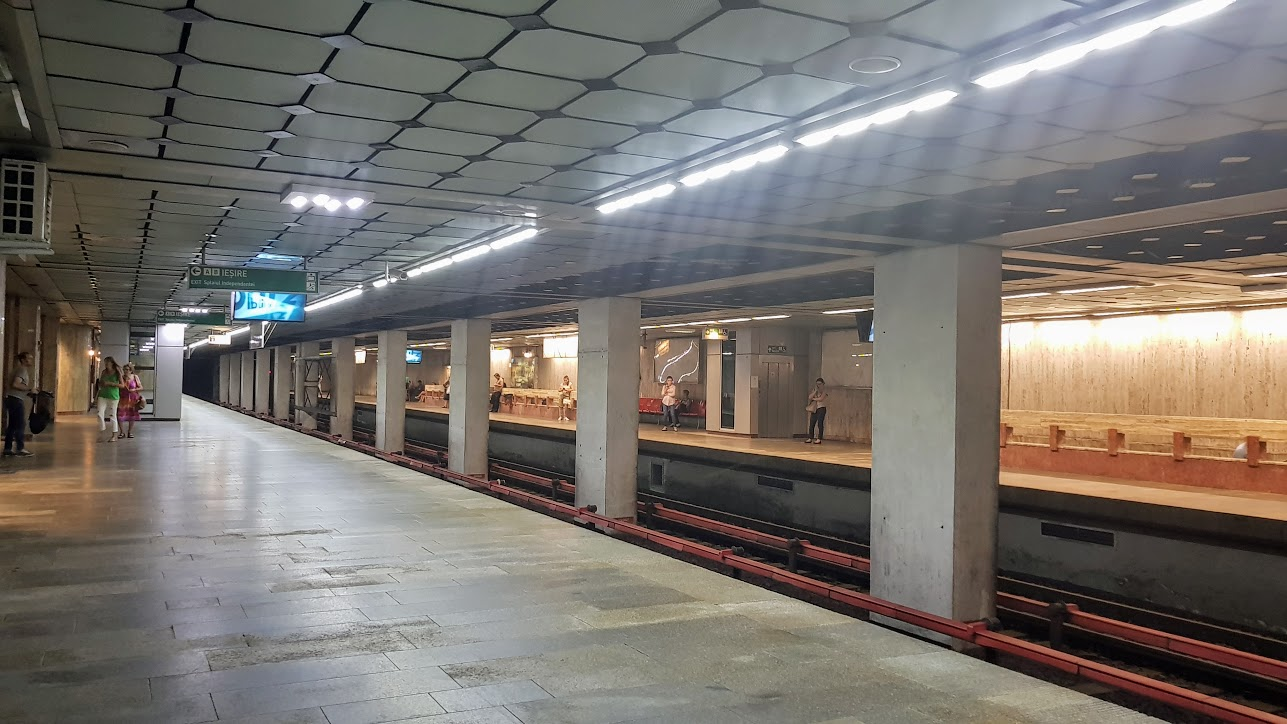
Stația de metrou Izvor, locul atacului homofob, fotografiată în august 2017

Atacul homofob s-a produs pe 4 iunie 2006. După finalizarea marșului în Piața Constituției, șase tineri care părăseau evenimentul au fost urmăriți de un grup de protestatari până la stația de metrou Izvor, unde au luat același tren. După ce metroul a părăsit stația, grupul de șase bărbați tineri și o femeie i-a atacat pe tineri și i-au bătut. După atac, agresorii au coborât la prima stație și au fugit. Unul dintre cei agresați a povestit că nimeni nu a sărit să îi ajute și nimeni nu a chemat poliția sau ambulanța. Victimele au mers la poliție pentru a depune plângeri. Tinerii au susținut că poliția a încercat din primul moment să tergiverseze investigația și să îi plimbe dintr-un loc în altul. Mai mult, polițiștii ar fi încercat să îi descurajeze să depună plângere împotriva agresorilor. Polițiștii Secției 25, în prezent desființată, le-ar fi spus că, dacă depun plângere, vor fi puși în situația de a se reîntâlni și confrunta cu agresorii pe parcursul investigației și în cadrul unui eventual proces.
Dosarul a fost plimbat de la o secție de poliție la alta vreme de un an, cu justificarea că se căuta secția competentă să investigheze plângerea, după desființarea Secției 25. Chiar și poliția ar fi recunoscut că în acest fel s-a pierdut timp valoros pentru efectuarea unei investigații eficace. Polițiștii au primit chiar și fotografii ale presupușilor agresori, făcute de un martor. Cu toate acestea, susțin reprezentanții fundației ACCEPT, investigația a fost tergiversată, iar agresiunile au fost tratate ca loviri și alte violențe cu toate că fusese un atac homofob.
La cinci ani după atac, poliția a clasat investigația, întrucât se împlinise termenul de prescripție. Asociația ACCEPT a adus cazul în atenția CEDO, unde a beneficiat de sprijinul Coaliției anti-discriminare și de intervenția prin amicus curiae a Asociației pentru Apărarea Drepturilor Omului – Comitetul Helsinki și ILGA-Europe, organizația la nivel european care militează pentru promovarea drepturilor LGBT.

### GayFest 2005

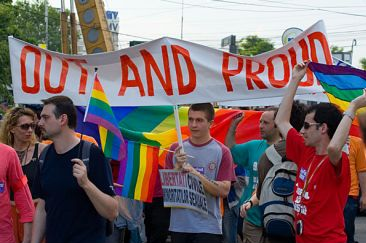
Prințesa Brianna Caragea (stânga, în spate) la parada GayFest din 2005

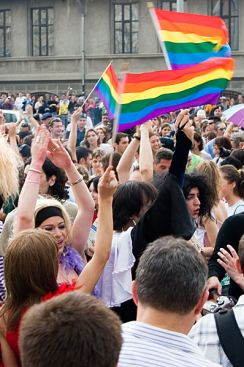
Manifestanți fluturând steaguri-curcubeu

Ediția din 2005 a avut loc între 23 și 30 mai sub sloganul „Ai dreptul la iubire”. GayFest 2005 a stârnit controverse, deoarece a inclus prima paradă gay din istoria țării. Inițial, cererea pentru autorizarea paradei, depusă pe 29 mai, a fost respinsă de Primăria Generală, pe motiv că municipalitatea nu putea să asigure securitatea participanților. Autorizația a fost acordată după intervenția președintelui Traian Băsescu care i-a cerut Primarului General al Capitalei, Adriean Videanu, să aprobe marșul. Diferite grupări de dreapta, cum ar fi naționalista Noua Dreaptă, dar și studenți ortodocși de la Facultatea de Teologie din București s-au opus activ marșului.
În cele din urmă, parada a primit autorizație, după un lobby susținut al activiștilor LGBT din țară și din străinătate și al CNCD, dar și după declarațiile de susținere publică a marșului formulate de președintele Traian Băsescu și de ministrul Justiției Monica Macovei. La GayFest 2005 au participat, conform estimărilor Jandarmeriei Române, aproximativ 250 de persoane aparținând minorităților sexuale, la care s-au alăturat alte 600. O contramanifestație, care nu a primit autorizație de la primărie, a fost organizată de Noua Dreaptă. Participanții au manifestat cu pancarte anti-gay și au încercat să oprească parada în mod violent. Un membru al grupului a fost arestat pentru aruncarea unei torțe aprinse în mijlocul paradei, în timp ce liderul Tudor Ionescu a fost amendat cu 3.000 de lei pentru „inițierea unei manifestații neautorizate”. În aceeași zi, un alt miting organizat de Partidul Conservator a adunat câteva zeci de participanți. Aceștia erau reuniți în jurul unui preot ortodox care denunța homosexualitatea. La finalul paradei, directorul executiv al ACCEPT, Florin Buhuceanu, a declarat:
„Simplul fapt că a existat primul festival gay a contat foarte mult pentru noi. Data viitoare va fi mai spectaculos, cu muzică și spectacole. Oamenii trebuie să aibă curaj să-i accepte pe cei care sunt diferiți de ei.”
Pe lângă paradă, un festival de film a fost organizat în săptămâna GayFest, 13 filme cu tematică LGBT fiind proiectate în trei locuri diferite din capitală: Institutul Goethe, La Motoare și Cinema Elvire Popesco. Două dezbateri publice și seminarii au fost organizate în La Scena, având ca teme religia și sexualitatea, respectiv mass-media și legislația antidiscriminare.

### GayFest 2004
GayFest 2004 era, la acea dată, primul festival LGBT organizat vreodată în România și a avut loc între 3 și 9 mai. A fost numit inițial „Festivalul diversității” și s-a desfășurat sub sloganul „Ai dreptul să fi diferit”. Festivalul s-a axat în principal pe dezbateri publice privind atitudinile față de persoanele LGBT din România, dar și pe o serie de evenimente culturale. Cu ocazia festivalului au fost lansate mai multe cărți despre problemele LGBT, cum ar fi Homofobia lui George Bălan (singura lucrare majoră românească care tratează pe larg fenomenul homofobiei) sau Politica sexelor, lucrarea Lilianei Popescu, și a fost organizat primul festival de film LGBT din țară. Nouă filme din nouă țări diferite au fost proiectate în cadrul festivalului, inclusiv un documentar despre parada gay din Belgrad din 2001 care a degenerat în violențe. Institutul Goethe din București a găzduit o expoziție de fotografie a artistului polonez Karolina Breguła, intitulată „Să ne vadă”, care explora vizibilitatea homosexualilor și lesbienelor din Polonia. Potrivit lui Florin Buhuceanu, directorul executiv al ACCEPT, „ideea din spatele festivalului a fost aceea de a oferi o anumită transparență comunității gay din România”.
Festivalul s-a bucurat de susținerea publică a mai multor personalități influente din societatea românească, precum cea a parlamentarului Mădălin Voicu, care declara:
„În general, noi suntem un popor mai conservator, dar ar trebui să ne adaptăm și să realizăm că nu mai există alte bariere în domeniul ăsta decât cele impuse de bunul-simț. Viața alege, și cine e pentru, e pentru, iar cine nu, are dreptul să se abțină. Eu, personal, am ajuns la o vârstă la care nimic nu mi se mai pare curios, dar îmi rezerv dreptul de a mă exprima vizavi de aceste lucruri. Homosexuali există în toate păturile sociale, începând de la oamenii săraci până la politicieni, VIP-uri etc. Nu știu dacă pot considera asta o boală, dar populația nu are întotdeauna, în general, suficientă toleranță față de această boală.”
Festivalul diversității din 2004 trebuia să fie inițial organizat de Consiliul Național pentru Combaterea Discriminării în colaborare cu Consiliul Sectorului 3, ambele retrăgându-se din motive financiare, astfel că asociația ACCEPT s-a ocupat de organizarea evenimentului, cu sprijin din partea Guvernului României, a Consiliului Britanic, a Institutului Goethe și a ambasadei Suediei în București.
O paradă gay trebuia să fie, de asemenea, organizată în centrul Bucureștiului, însă ideea a fost ulterior abandonată, diferite publicații românești motivând decizia prin faptul că societatea românească nu era pregătită pentru un astfel de eveniment. Ștefan Iancu, coordonatorul Săptămânii diversității, a declarat pentru Ziarul, pe 3 mai: „Am fi vrut să facem asta, dar nu știm dacă am reuși să-i convingem pe gay să iasă în stradă. Evident, se tem prea tare de repercusiuni (joburi pierdute, părinți șocați etc.)”. Cu toate acestea, în anul următor a fost organizată prima paradă gay din țară, în cadrul GayFest 2005.

## Organizatori

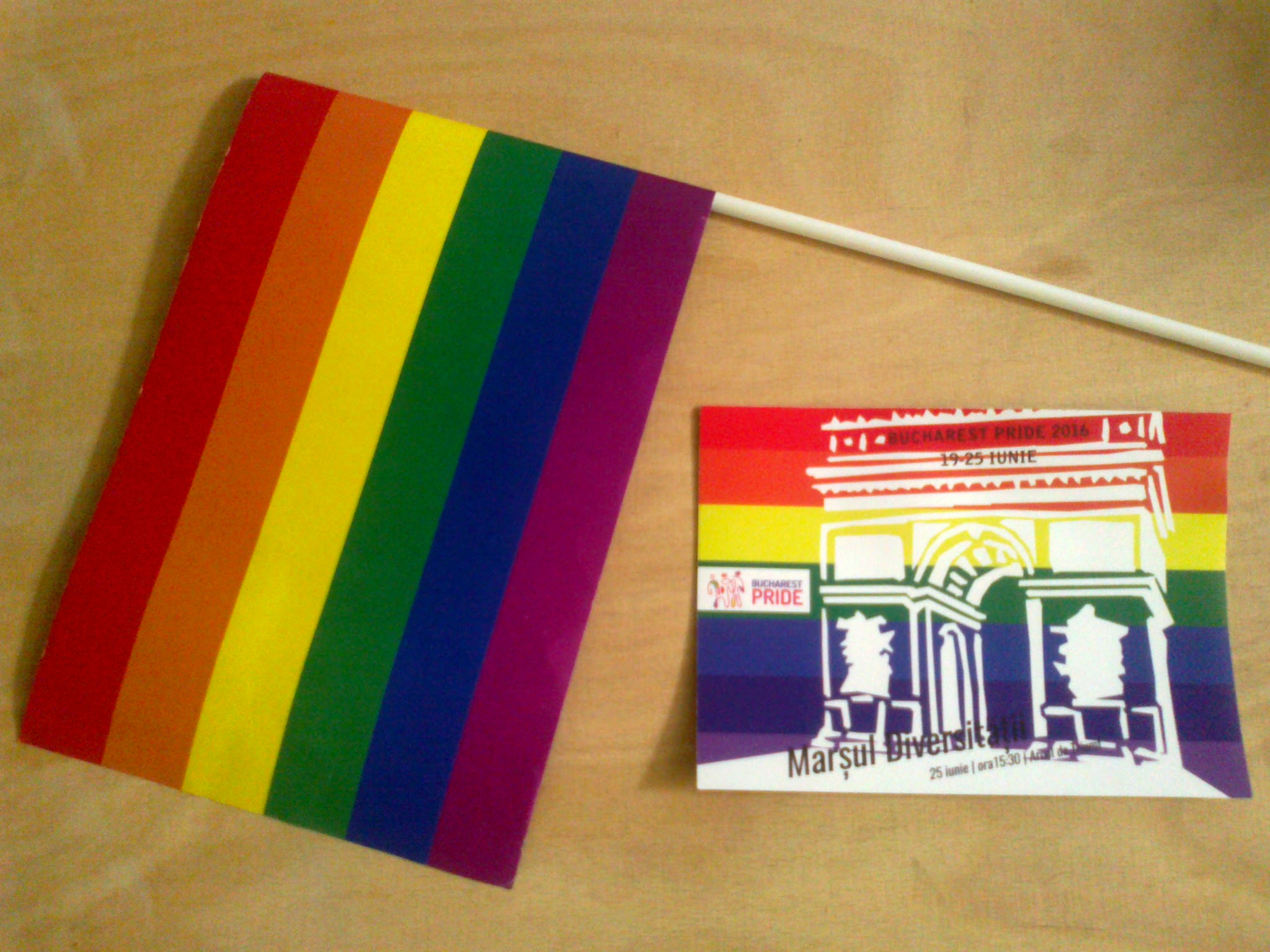
Steguleț-curcubeu și pliant de popularizare a Bucharest Pride 2016

### ACCEPT
Asociația ACCEPT este prima organizație neguvernamentală de drepturile omului din România care apără și promovează drepturile LGBT la nivel național. ACCEPT a contribuit la dezincriminarea homosexualității în Romania (2001) și de atunci a organizat mai multe evenimente printre care și primul GayPride din România (2005), în cadrul festivalului GayFest. În plus, ACCEPT se ocupă cu susținerea unor workshop-uri adresate polițiștilor, medicilor, psihologilor și profesorilor. În ultimii 20 de ani, activitățile ACCEPT s-au împărțit între advocacy, asistență juridică, cu precădere în cazurile de infracțiuni motivate de ură, capacitarea și dezvoltarea comunității LGBT, activități culturale și sociale care să promoveze incluziunea.
În aprilie 2016, asociația ACCEPT a câștigat la CEDO primul caz împotriva României pentru nerespectarea drepturilor persoanelor LGBT. Curtea a sancționat statul pentru comportamentul organelor de cercetare penală în investigarea infracțiunilor motivate de ură petrecute după Marșul Diversității din 2006. Tot în 2016, ACCEPT a adus în fața Curții Constituționale a României primul caz în care o familie bazată pe un cuplu de același sex își cere drepturile într-o instanță din România.

### MozaiQ
Asociația MozaiQ, organizație comunitară LGBT înființată în 2015, este din 2016 co-organizatorul Bucharest Pride. De la înființare, MozaiQ a organizat peste 150 de evenimente comunitare, o școală de vară, forumuri publice cu politicieni, marșul „Dumnezeu nu face politică”, un grup studențesc LGBT – Campus Pride – în Universitatea din București, întâlniri ale seniorilor LGBT, ieșiri sportive, o campanie de advocacy pentru înființarea unui centru comunitar LGBT în București, precum și o serie de ieșiri publice menite a oferi reprezentare comunității LGBT.
În 2017 s-a remarcat prin pozițiile vocale împotriva inițiativei Coaliției pentru Familie de a modifica articolul 48 din Constituția României, care, în opinia MozaiQ, „denotă ignoranță”.

### PSI Romania
Population Services International (PSI) Romania este o organizație non-profit înființată în 1998, ca filială a rețelei globale, având misiunea de a îmbunătăți starea de sănătate a românilor din categoriile vulnerabile sau cei cu venituri mici. Prin parteneriatul cu ACCEPT, PSI Romania adresează principalele obstacole individuale și interpersonale din calea comportamentelor sexuale sănătoase ale bărbaților care fac sex cu bărbați (MSM) și încearcă să schimbe determinanții sociali și comunitari care contribuie la comportamentele riscante ale acestora. PSI Romania are 10 centre de cercetare cu MSM la nivel național: București, Brașov, Cluj-Napoca, Târgu Mureș, Timișoara, Craiova, Constanța, Galați, Iași și Buzău. Organizația a lansat în acest scop programul Eu Sunt! Tu? prin care se urmărește controlul infecției cu HIV în rândul MSM și informarea acestora privind sănătatea sexuală.